# Doplněk množiny

Doplněk množiny A v U:

V matematice se pojmy doplněk množiny {\displaystyle A} nebo komplement množiny {\displaystyle A} označuje množina {\displaystyle A^{C}} všech prvků, které nejsou v {\displaystyle A} a přitom v nějaké jiné (předem dané) množině jsou obsaženy (na obrázku v {\displaystyle U}). Aby bylo možné doplněk definovat, je třeba znát množinu, vzhledem ke které se doplněk počítá. Je to operace ekvivalentní množinovému rozdílu {\displaystyle U-A}.
Místo {\displaystyle A^{c}} se někdy užívá značení {\displaystyle A'} nebo {\displaystyle -A}

## Formální definice
Máme-li množinu {\displaystyle U} a její podmnožinu {\displaystyle A}, definujeme doplněk množiny {\displaystyle A} vzhledem k množině {\displaystyle U} jako {\displaystyle A^{C}=\{x\mid x\in U\wedge x\not \in A\}}. Tedy {\displaystyle A^{C}} obsahuje všechny prvky, které jsou v {\displaystyle U}, ale nejsou v {\displaystyle A}.
Pokud máme pevně danou univerzální množinu {\displaystyle U}, můžeme zkráceně hovořit jen o „doplňku {\displaystyle A}“.

## Příklady
Pokud {\displaystyle U=\{a,b,c\}} je univerzální množina a {\displaystyle A=\{b\}}, je {\displaystyle A^{C}=\{a,c\}}
Pokud za univerzální množinu vezmeme množinu všech přirozených čísel bez nuly, doplňkem všech lichých čísel je množina všech sudých čísel. Doplňkem množiny {\displaystyle \{1,2\}} je pak množina všech přirozených čísel větších než 2.
Pokud jsou univerzální množinou reálná čísla, je doplňkem všech algebraických čísel množina všech transcendentních čísel.

## Vlastnosti
Následující pravidla uvádí několik základních vlastností doplňku množiny. Mějme univerzální množinu {\displaystyle U} a její podmnožiny {\displaystyle A}, {\displaystyle B}
- A ∪ AC  =  U
- A ∩ AC  =  ∅
- ∅C  =  U
- UC  =  ∅
- Pokud A⊆B, pak BC⊆AC
- ACC  =  A.

De Morganovy zákony:
- (A ∪ B)C = AC ∩ BC
- (A ∩ B)C = AC ∪ BC